# Imamiya Ebisu-jinja
Le sanctuaire Imamiya Ebisu (今宮戎神社, Imamiya Ebisu jinja) est un sanctuaire shinto situé dans l'arrondissement Naniwa-ku d'Osaka, au Japon. Selon la légende, il a été créé en 600 sous le règne de l'impératrice Suiko. Son festival annuel se tient du 9 au 11 janvier. Les kami consacrés ici sont notamment Amaterasu (天照皇大神), Kotoshironushi (事代主命, également connu sous le nom d' Ebisu), Susanoo-no-Mikoto (素盞鳴尊), Tsukuyomi-no-Mikoto (月読尊) et Wakahiru-me (稚日女尊).

## Festival
Le sanctuaire est connu pour son festival de Toka Ebisu, du 9 au 11 janvier. Il accueille plus d'un million de participants.
Les gens viennent prier pour obtenir du succès dans leurs affaires. Le 10 janvier, une parade de célébrités, geishas et "fukumusume" (50 jeunes filles travaillant au sanctuaire pendant le festival) parcourt les rues du quartier avoisinant.

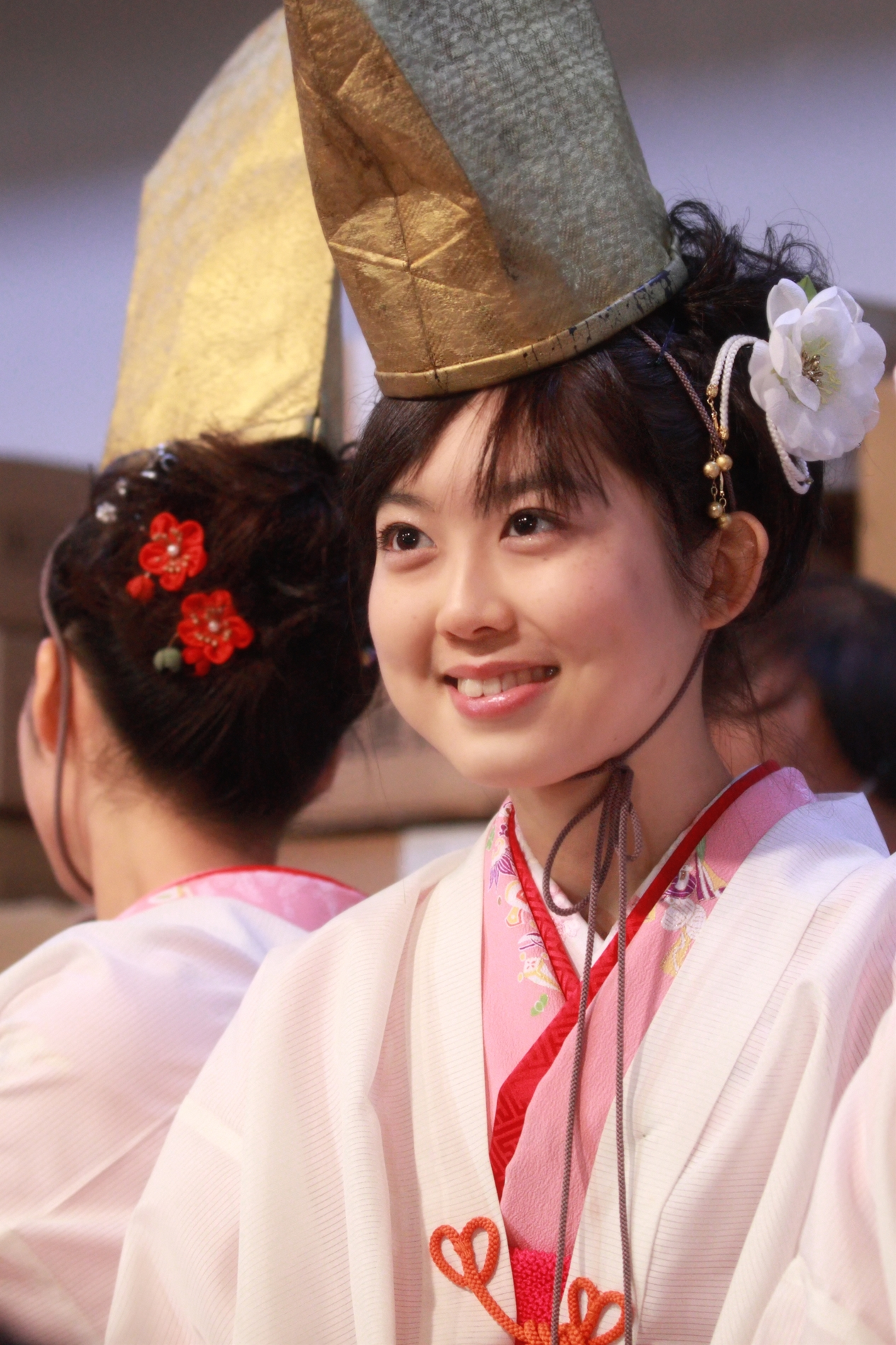
"Fukumusume"
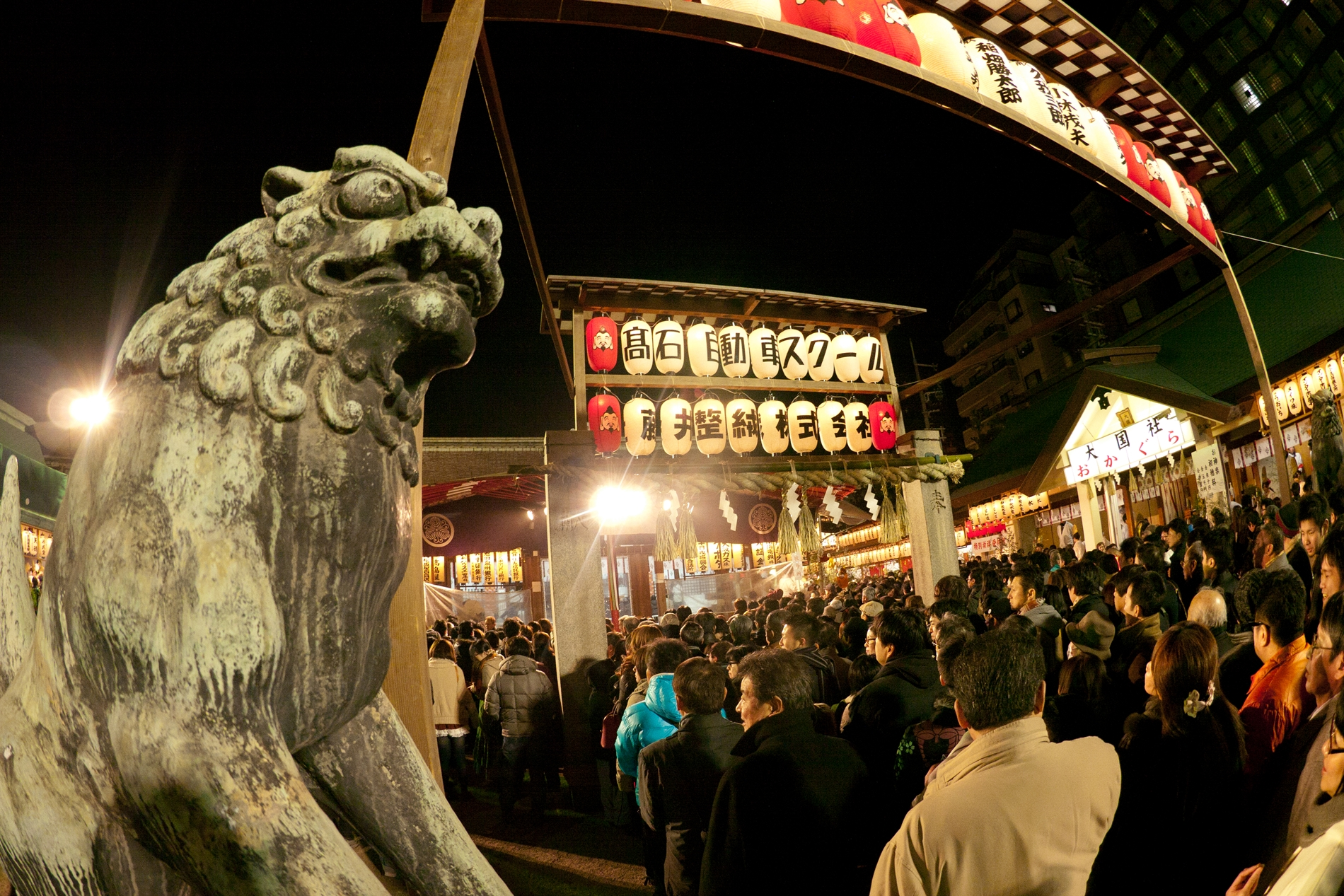
Festival de Toka Ebisu (2013).